# Artigas (stad)
Artigas is een stad in Uruguay. Er wonen 40.658 mensen (2011) in de stad, die ook de hoofdstad is van het gelijknamige departement Artigas.

## Ligging
De stad ligt in het noorden van Uruguay tegen de Braziliaanse grens aan, 626 kilometer vanaf Montevideo, in het departement Artigas, het meest noordelijk departement van het land. De stad is verbonden met de Braziliaanse stad Quaraí aan de andere kant van de Cuareim-rivier via de Puente Internacional de la Concordia("Internationale brug van de eendracht").

## Geschiedenis[1]

### Voor 1852
Het gebied waar nu de stad Artigas in ligt, was sector IV in het departement Salto en heette Paso del Bautista (sector III en IV zouden later het departement Artigas worden, sector I en II het departement Salto). In dit gebied woonden voornamelijk oorspronkelijke bewoners en gaucho's, omdat het land erg uitgestrekt was en zeer geschikt was om vee te houden. In de sector waren er nog geen steden. De reden van de stichting van de stad was dat de toenmalige Uruguayaanse regering een nieuwe handelspost nodig vond langs de Cuareim-rivier, met als reden dat deze post de rivier zou gaan domineren. Verder vond men dat het nodig was dat er in het uitgestrekte platteland een centrum kwam van cultuur en populatie. Ook moest de stad een lokmiddel zijn voor immigranten. Het aangename klimaat en de potentie van een hoge productiviteit van het land werden als voornamelijke redenen gebruikt.

### 1852–1915

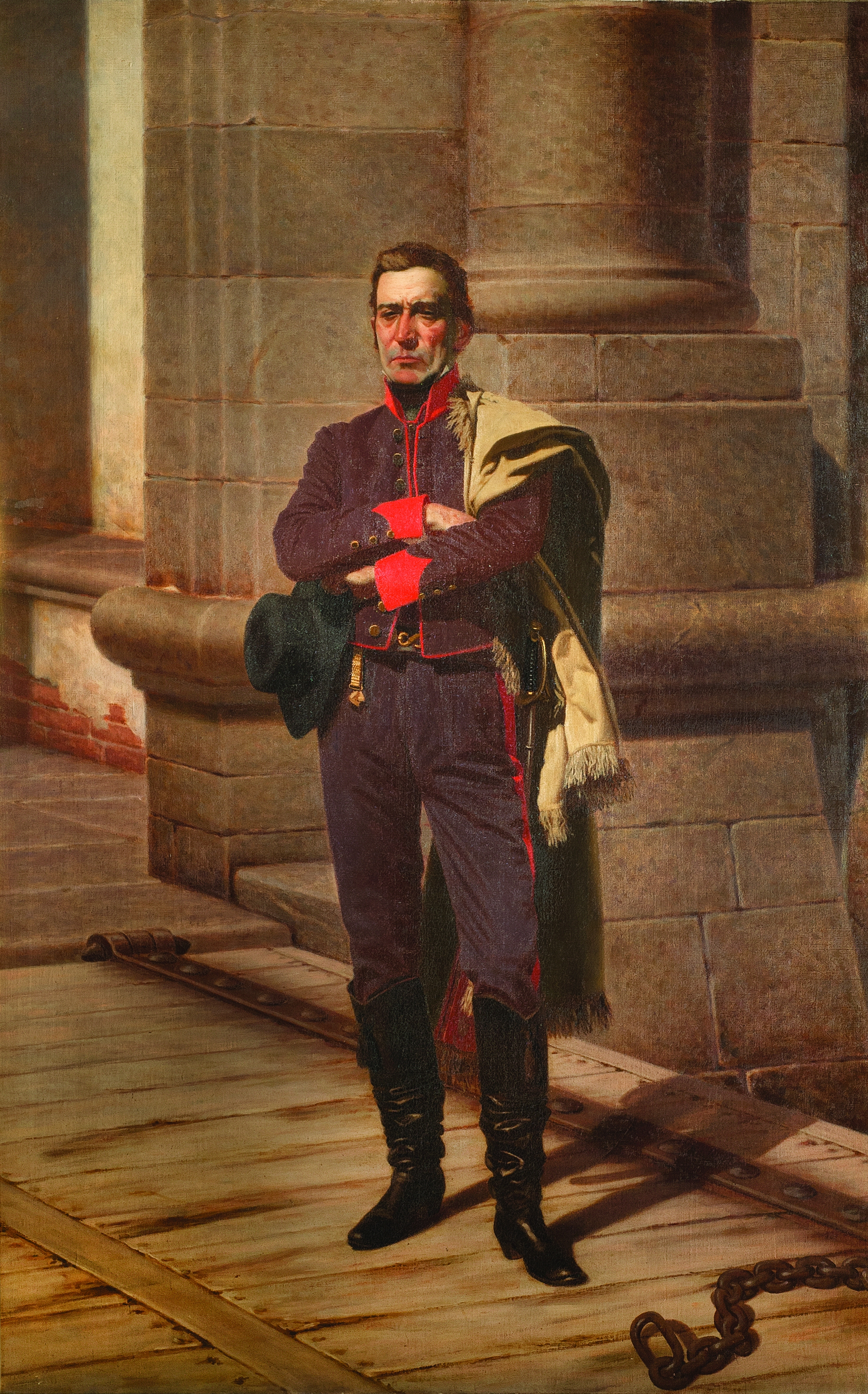
Artigas is vernoemd naar José Gervasio Artigas

Op 12 september 1852 werd Artigas gesticht door Don Carlos Catalá, toen nog onder de naam San Eugenio del Cuareim. De stad had eigenlijk Cuareim geheten, maar enkele stichters wilden het ook een eerbetoon maken aan generaal Eugenio Garzón, vandaar de naam San Eugenio del Cuareim. De eerste inwoners van de nieuwe stad waren families uit de sector IV en omliggende zones. Verder werden er troepen gestationeerd tegen een eventuele aanval vanuit Brazilië. De eerste kerk stond er in mei 1853, gelegen aan het huidige Plaza Artigas.
Op 15 december 1859 kwam er aan de andere kant van de rivier een Braziliaanse nederzetting te liggen, genaamd Quarahy, het huidige Quaraí. Vanaf toen tot op heden zijn de twee steden aan elkaar verbonden door de handel tussen beide steden.
Tussen 1865 en 1870 was er een grote toestroom van Brazilianen naar de stad, waardoor de huidige traditionele Artiguense families Braziliaanse namen dragen. Er is geen enkele huidige familie in Artigas die geen Braziliaanse voorouder heeft.
In september 1915 veranderde de stad van naam en werd vernoemd naar de Uruguayaanse staatsman José Gervasio Artigas.

## Klimaat
Met in de winter (juli) een gemiddelde maximumtemperatuur van 19 °C en in de zomer (januari) gemiddelde maximumtemperaturen van gemiddeld 33 °C is Artigas de warmste en ook natste stad van het land, met 1400 mm neerslag per jaar.

## Taal

### Voertalen
De voertaal in Artigas is het Spaans, de enige officiële taal in Uruguay. Wat verder nog in de stad gesproken wordt, net zoals in de gehele grensstreek tussen Uruguay en Brazilië, is het Portuñol, een porte-manteau voor de woorden português (Portugees) en español (Spaans). Het Portuñol wordt in Artigas niet veel gesproken, vooral oudere generaties spreken deze mengeling tussen het Portugees en het Spaans. Overigens kunnen mensen die het Spaans niet beheersen maar het Portugees wel zich met deze laatste taal verstaanbaar maken. De overgrote meerderheid van de bevolking kan het Portugees verstaan, een kleiner aantal spreekt het ook daadwerkelijk.

### Uitspraak van het Spaans

#### S
Artigas kent een stadskarakteristieke uitspraak van het Spaans. Waar in Montevideo de s bijna niet wordt uitgesproken en soms een Spaanse g wordt, wordt juist in Artigas de nadruk gelegd op de s en kan die soms een beetje slissend over komen. Bijvoorbeeld:
zin: Me gusta Me goesta (Ik vind dat leuk)
Montevideo: Me goegta
Artigas: Me goesssta
De uitspraak van Montevideo is algemeen voor de Uruguayaanse uitspraak en wordt in bijna het gehele land gehanteerd.

#### Estar
Een ander typisch iets uit Artigas, met de betrekking tot de uitspraak van het Spaans, is de uitspraak van het werkwoord estar en alle vervoegingen daarvan. Gebruikelijk is om de eerste lettergreep weg te laten bij het uitspreken, waardoor je de volgende voorbeelden krijgt:
Toy in plaats van Estoy
Tuvo in plaats van Estuvo
Taba in plaats van Estaba

## Verbindingen

### Wegen

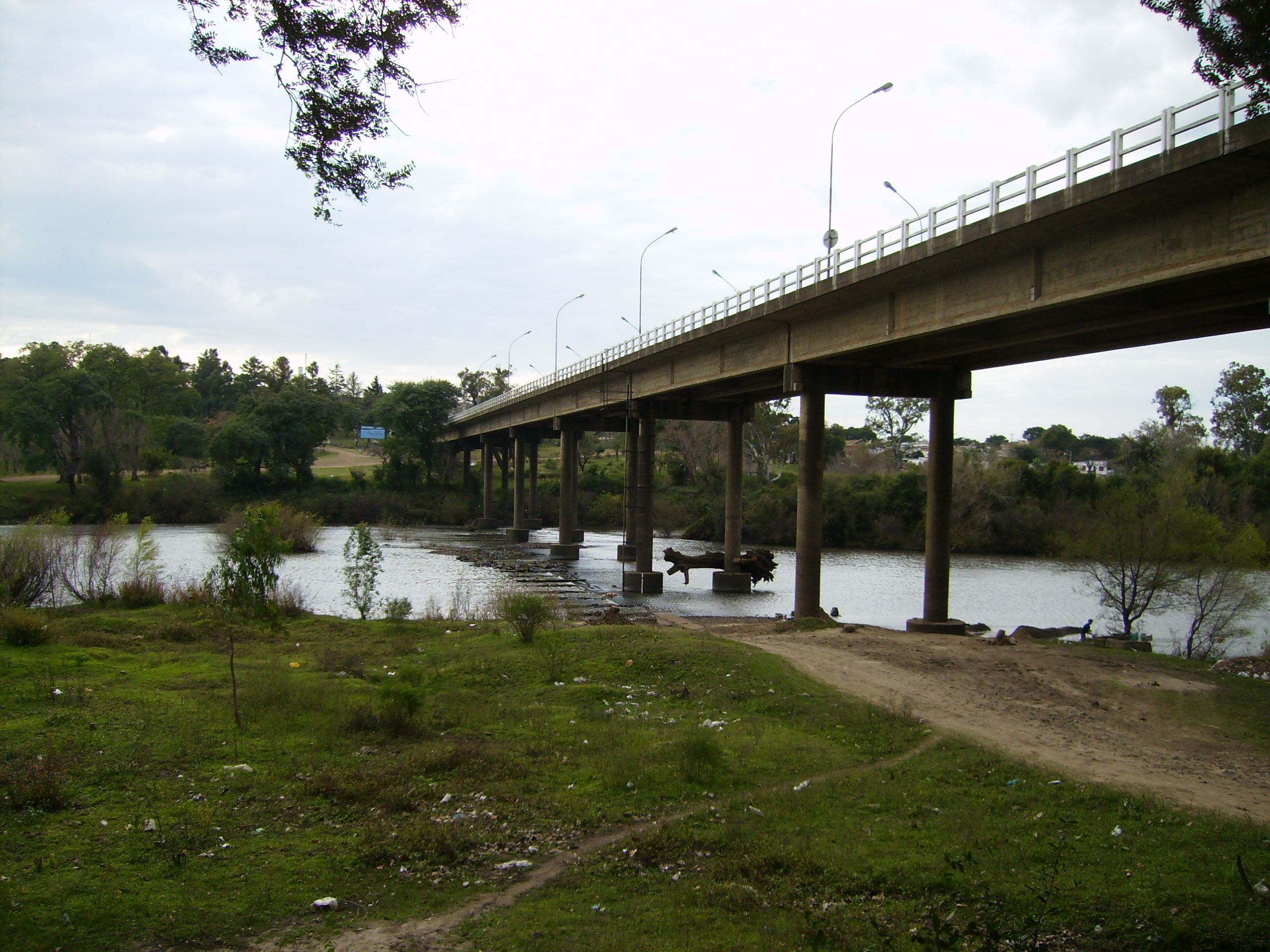
Puente Internacional de la Concordia

Artigas is de meest noordelijke hoofdstad in Uruguay, zo'n 620 kilometer van Montevideo af. De stad heeft verbindingswegen met:
Noord:
- Quaraí over een 400 meter lange brug (Puente Internacional de la Concordia)

West:
- Salto, Salto (206 km) via route 4 .
- Bella Unión, Artigas (126 km) via route 30 .

Zuid, Oost:
- Montevideo (626 km), Rivera, Rivera (134 km) via route 5

### Openbaar vervoer
De stad Artigas kent geen treinstation, maar wel een busterminal. Er zijn busverbindingen met:
- Bella Unión, 1 bus op een dag
- Montevideo, 3 bussen op een dag (Op deze lijn kan ook worden uitgestapt in Tacuarembó, Paso de los Torros, Durazno en Florida)
- Salto, 2 bussen op een dag
- Rivera, 3 keer een bus in de week

Verder rijden er in Artigas stadsbussen rond die ook naar Quaraí gaan. Voor een taxi zijn er 3 taxibedrijven. Verkeer via het water is niet mogelijk, de rivier de Cuareim is daarvoor niet geschikt.

## Carnaval in Artigas

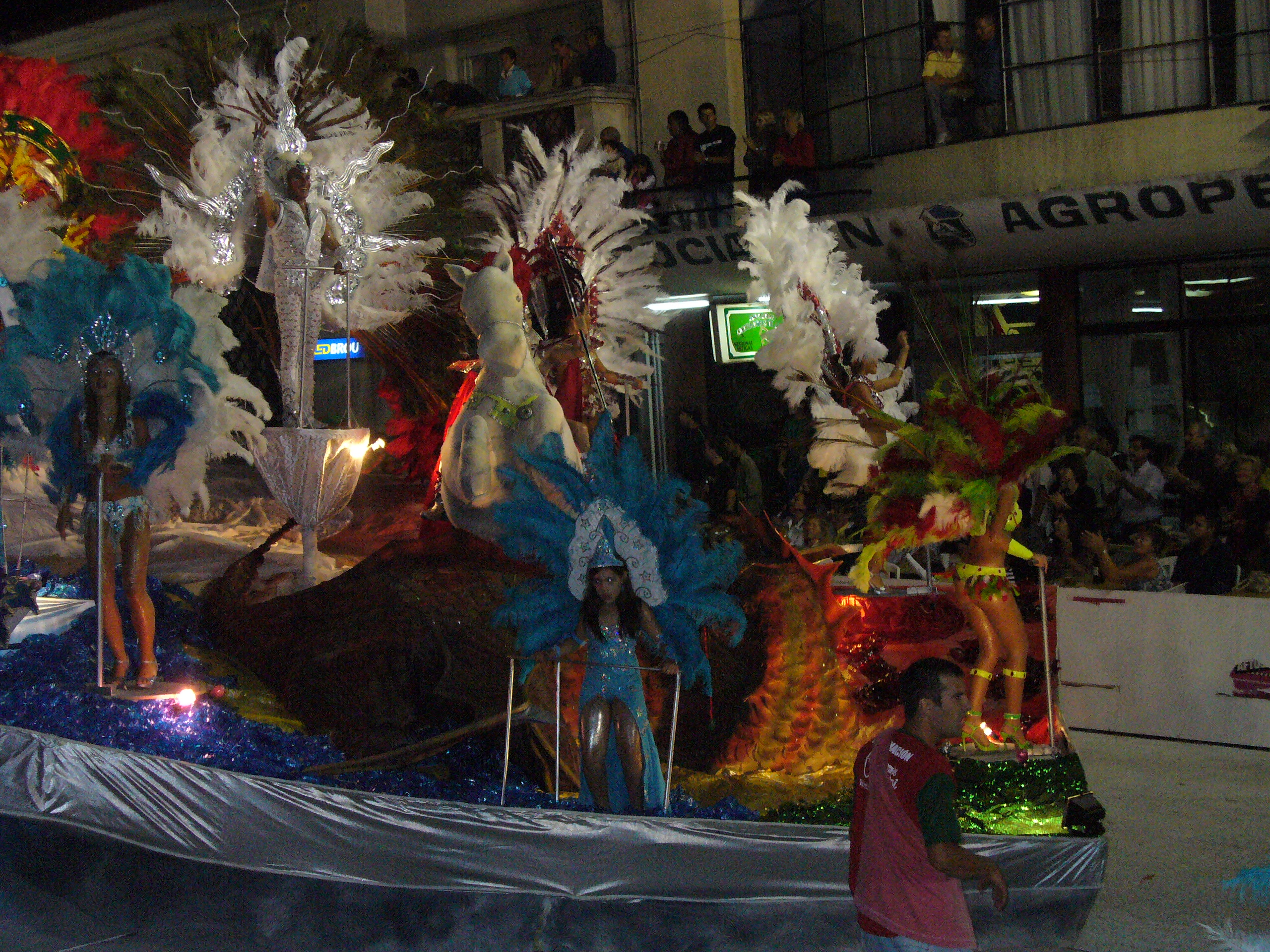
Carnaval in Artigas

Het carnaval in Artigas wijkt af van de rest van Uruguay en wordt gezien als het beste carnaval van dit land. Artigas is de enige stad die een carnaval heeft vergelijkbaar met dat van Brazilië (bijvoorbeeld Rio de Janeiro). Dit betekent dat carnaval in Artigas op dezelfde dagen valt zoals in Nederland, dus de zaterdag, zondag en maandag van het carnavalsweekend. De dinsdag is er geen carnaval, dat is verplaatst naar de zaterdag erop, terwijl men in de rest van Uruguay carnaval voor een maand viert. Verder is er, net als in Brazilië, een strijd tussen de sambascholen van de stad. Er zijn 2 competities: die van de kleine sambascholen en van de grootte. Dit betekent ook dat er tijdens de carnaval alleen maar sambamuziek wordt afgespeeld bij de feesten.

### De opzet
De opzet van het carnaval tijdens het carnavalsweekend is als volgt:
- Op zaterdagnacht defileren de kleine sambascholen.
- Op zondagnacht defileren de grootte sambascholen voor de eerste keer.
- Op maandagnacht defileren de grootte sambascholen voor de tweede keer.
- Op dinsdagmiddag wordt de uitslag van alle dagen bekendgemaakt.
- Op de daarop volgende zaterdagnacht defileren de grootte en kleine sambaschool die gewonnen hebben.

Bij elke optocht starten de scholen op het Plaza Balle en defileren via de hoofdstraat (Lequeder) naar Plaza Artigas over een afstand van 800 meter. De volgende school mag pas beginnen met defileren wanneer de vorige school in zijn geheel is aangekomen op Plaza Artigas. De startlijst wordt bepaald via een loting, alleen de winnaar van vorig jaar start als laatst.
Elk jaar komen er speciaal juryleden uit Brazilië over om deze parade te beoordelen. Het verschil tussen Rio de Janeiro en Artigas is dat er niet voor elk onderdeel aparte juryleden zijn, maar de juryleden voor alle onderdelen punten geven

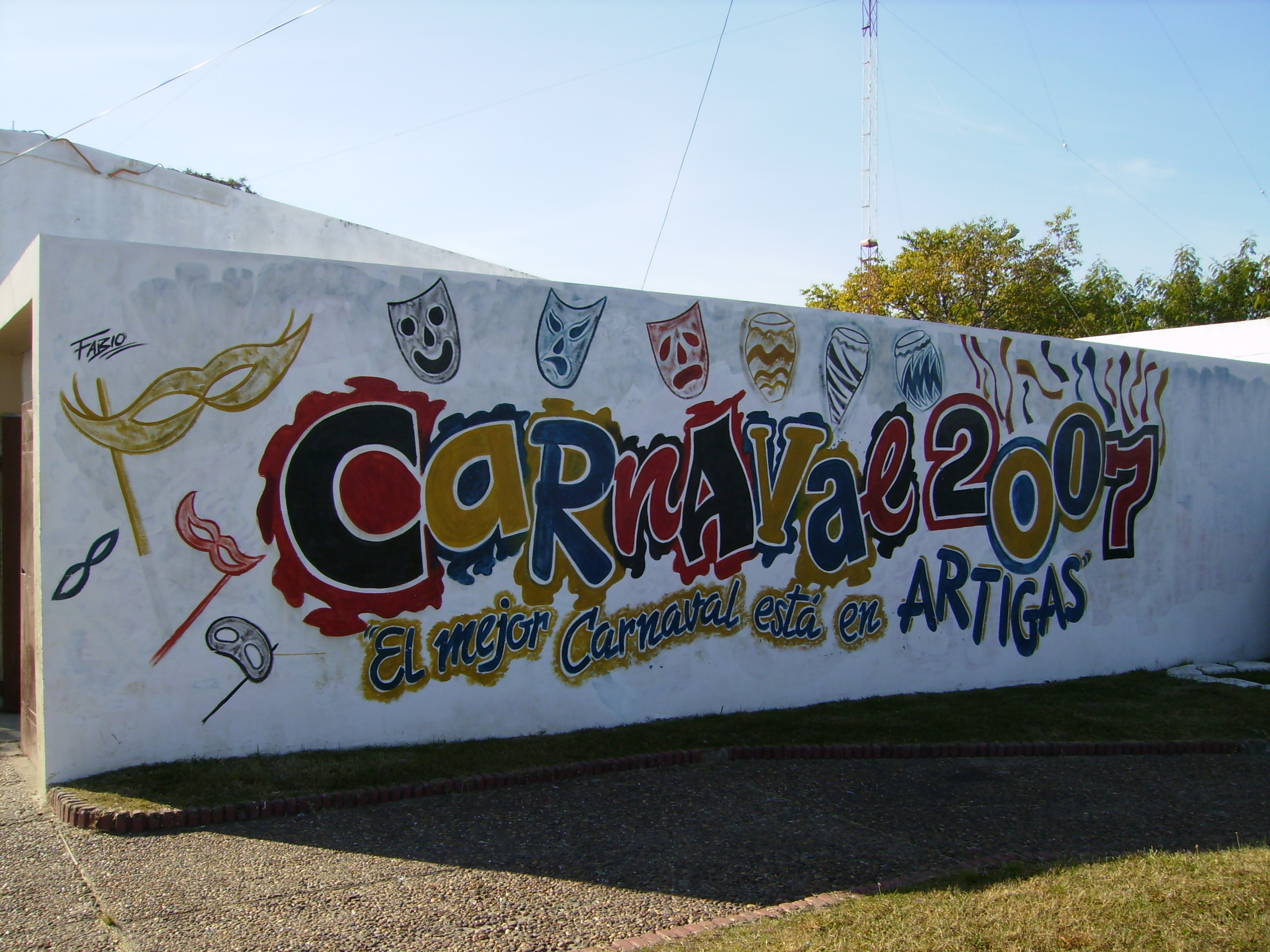
Reclame voor het Carnaval in Artigas

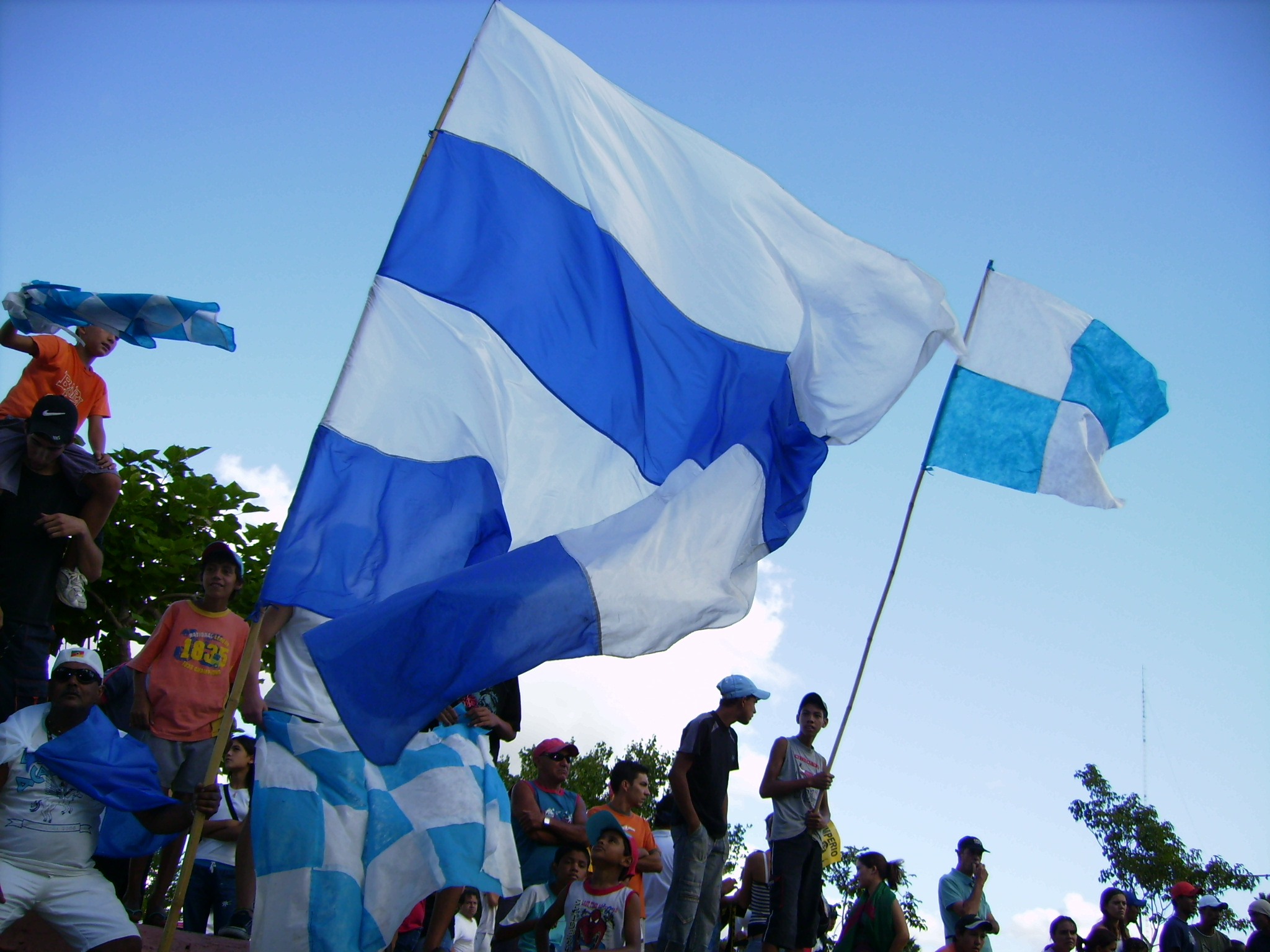
Aanhang van de Academicos

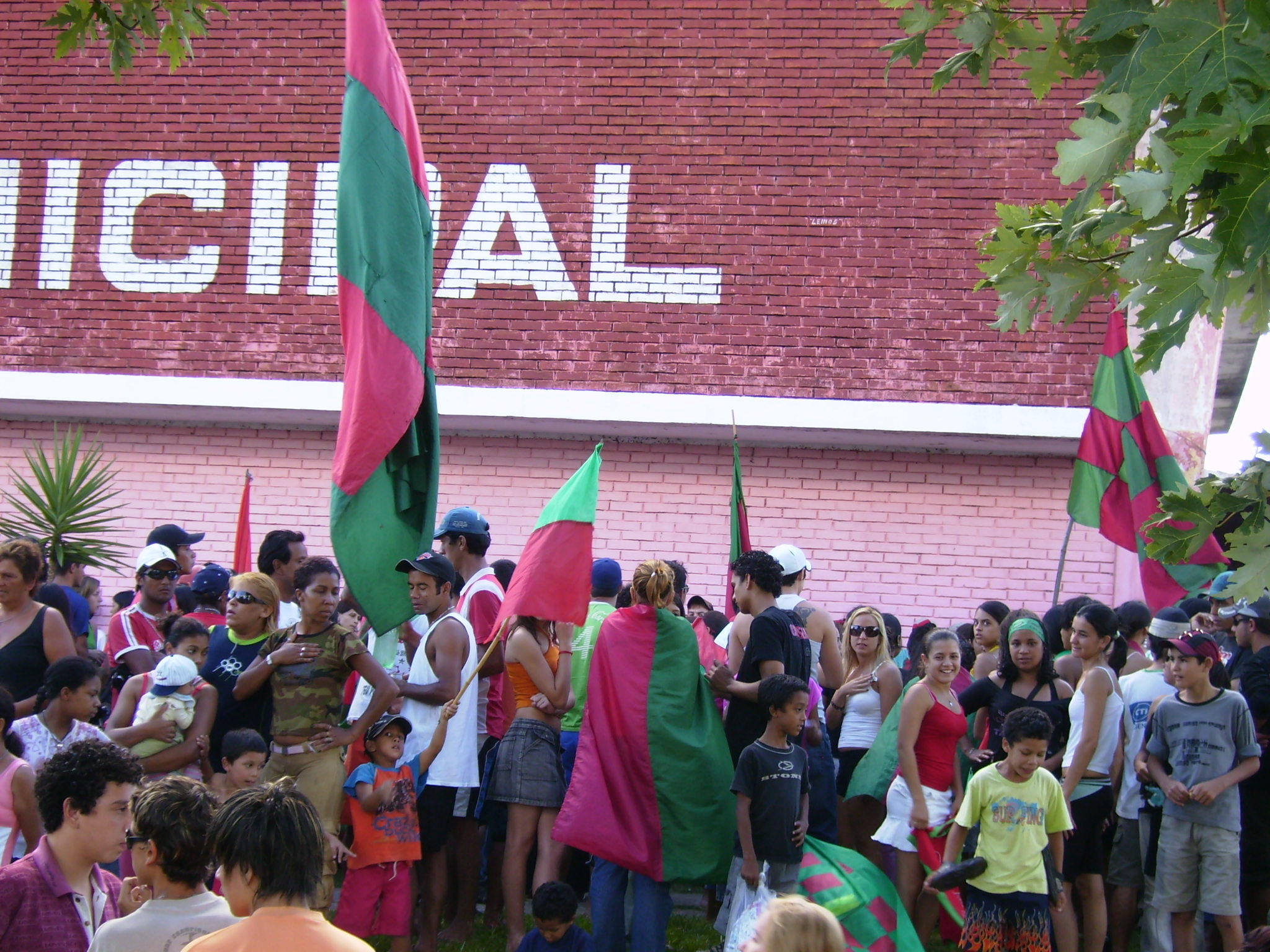
Aanhang van Barrio Rampla

### Deelnemende scholen
Bij de scholen is eerst aangegeven de officiële naam, daarna onder welke naam ze beter bekendstaan, vervolgens de school zijn kleuren en daarna uit welke wijk ze komen.

#### Kleine scholen
- Garra y Corazón, Garra y Corazón, rood, wit en blauw, Pirata
- San Miguel, San Miguel, blauw en geel, San Miguel
- Emperatriz del Progreso, Progreso, Poligono

#### Grote scholen
- Academicos,[2] los Academicos, blauw en wit, Centenario
- Barrio Rampla, Rampla, rood en groen, Rampla
- Emperadores del zona Sur, Zorrilla, rood en geel, Zorrilla
- Imperio del Ayuí, Ayuí, zwart en geel, Ayuí.

### Organisatie
Het carnaval in Artigas werd tot 2007 georganiseerd door de gemeente en het departement Artigas. In 2007 organiseerden 4 afgevaardigden, een van elke grote sambaschool, het carnaval. Het zit namelijk zo dat de sambascholen gezamenlijk het carnaval betalen. Deze verandering was ingezet omdat men zo goedkoper uit was, omdat als dingen door de overheid geregeld werden, deze extra geld vroegen voor het organiseren.

## Geboren in Artigas
- Baltasar Brum (1883–1933), president van Uruguay (1919–1923)
- Eladio Dieste (1917-2000), architect
- Carlos Bueno (1980), voetballer
- Joe Bizera (1980), voetballer
- Darwin Núñez (1999), voetballer